# Inge Scholl
Inge Aicher-Scholl (Ingersheim an der Jagst, 11 agosto 1917 – Leutkirch im Allgäu, 4 settembre 1998) è stata una scrittrice tedesca, fondatrice della Scuola di Ulm.

## Biografia

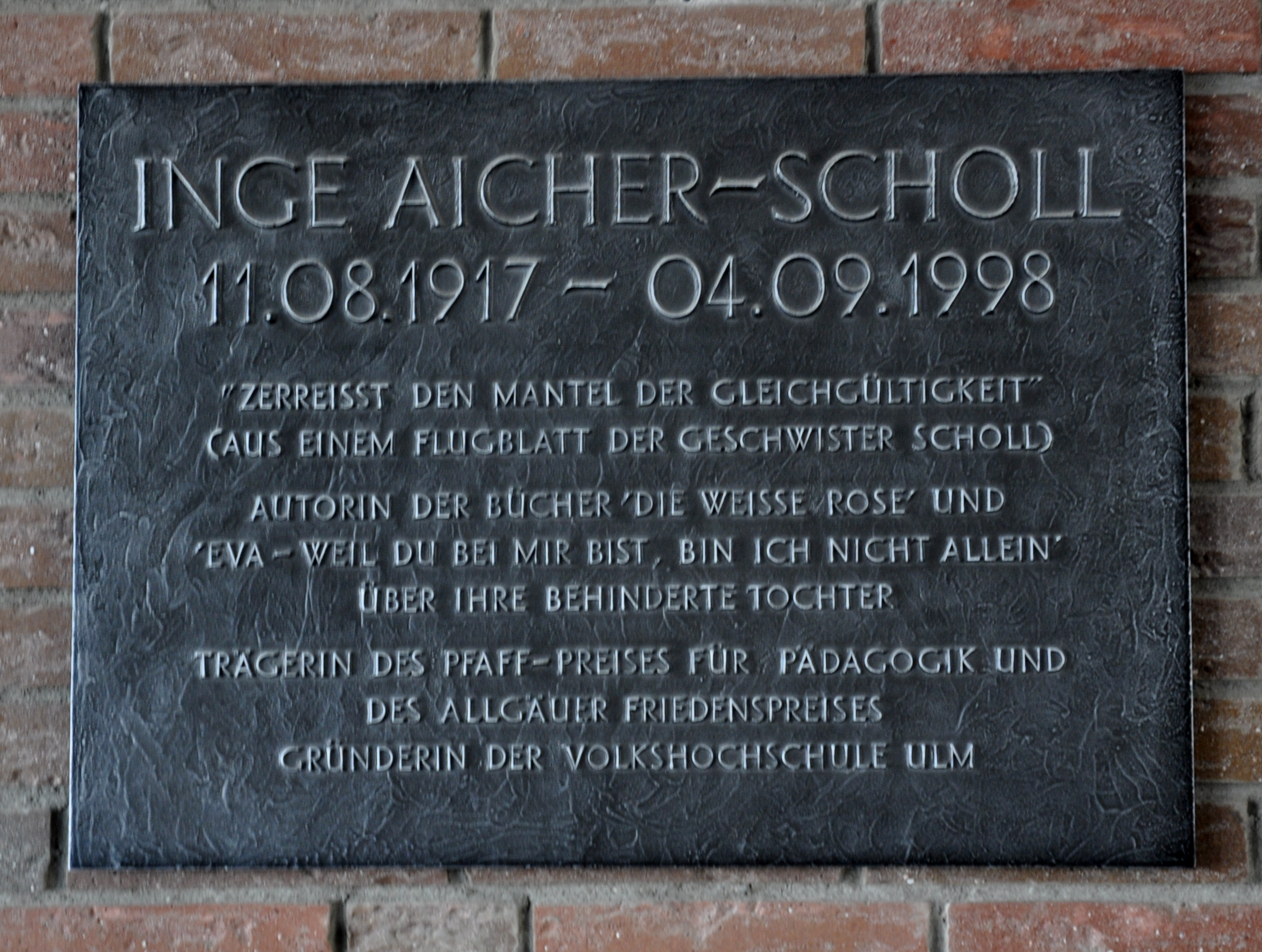
Targa commemorativa nell'atrio della Inge Aicher-Scholl Haus a Weingarten (Baden-Wüttemberg)

Inge Scholl nacque a Ingersheim an der Jagst (oggi parte del comune di Crailsheim), in Germania. Era figlia di Magdalena Müller Scholl e Robert Scholl. Il padre, consulente finanziario, fu sindaco di Ingersheim-Altomünster e più tardi di Forchtenberg am Kocher; aveva un atteggiamento democratico e idee fortemente antinaziste. 
Inge era la figlia primogenita e aveva cinque fratelli: Tilde, Werner, Elisabeth, Sophie e Hans. Gli ultimi due divennero in seguito membri della Rosa Bianca. Cresciuti in un clima cosmopolita, i fratelli accolsero inizialmente con entusiasmo le idee del nazismo prendendo parte anche alle associazioni dei giovani hitleriani. Nel 1933 Inge entrò nell'Associazione delle donne nella Germania nazista, assumendo il ruolo di caposquadra. Nel 1934, all'età di 17 anni, lasciò il liceo scientifico per seguire un corso e divenire assistente alla revisione contabile presso l'Ufficio del Gabinetto per l'Economia e la Fiscalità.
Dopo la persecuzione nei confronti dei fratelli Sophie e Hans nel 1937, Inge prese le distanze dal regime. Dopo l'arresto dei fratelli nel 1943, fu incarcerata insieme ai genitori per aver ascoltato clandestinamente delle radio proibite, ma fu assolta al processo.
Nel 1946, insieme a Otl Aicher, per ricordare la resistenza degli studenti, riaprì l’Università pubblica di Ulm, che durante il dopo guerra diventò un centro di educazione rilevante.
Nel 1952 sposò Otl Aicher.
Nel 1955, insieme al marito e a Max Bill, anche grazie a sovvenzioni statunitensi, istituì la scuola di Ulm, un centro di design industriale e di comunicazione innovativa. Dal matrimonio con Otl Aicher nacquero tre maschi e due figlie. La figlia Pia fu vittima, nel 1975, di un incidente stradale; la figlia Eva era portatrice di handicap.
Inge Scholl si impegnò come pacifista già dagli anni Sessanta nell'organizzazione delle "marce pacifiste di Pasqua", e nel movimento antinucleare fino ai suoi ottant'anni, favorendo l'istituzione di una legge contro i danni della produzione elettrica sull'ambiente. Grazie al suo operato Inge ricevette il premio Pfaff di pedagogia e per la pace dell'Allgaü e la cittadinanza onoraria di Ulm.
Le fu diagnosticato un tumore nell'autunno del 1997. Fu curata nei mesi di gennaio e febbraio 1998, ma morì nel giugno dello stesso anno, all'età di 81 anni. Fu sepolta il 9 settembre a Leutkirch-Horf nella tomba di famiglia insieme a Pia e Olt Aicher.

## La Rosa Bianca
Inge è conosciuta principalmente come autrice del libro La Rosa Bianca (titolo originale: Die Weiße Rose), pubblicato in Germania nel 1952. Il libro, tradotto in italiano nel 1959, è stato tradotto anche in molte altre lingue e ha venduto milioni di copie.
La storia è basata sulle testimonianze dirette della scrittrice e amici, sugli ultimi istanti di vita di Hans e Sophie Scholl, creatori del movimento di opposizione alle idee naziste da cui il libro prende il nome. Inge ricorda, tramite la sua narrazione, gli studenti della resistenza, che non hanno sopportato il silenzio e si sono opposti al regime hitleriano.
Nel 2005 il regista Marc Rothemund ha tratto dal libro il film La Rosa Bianca.